# Dré Pallemaerts

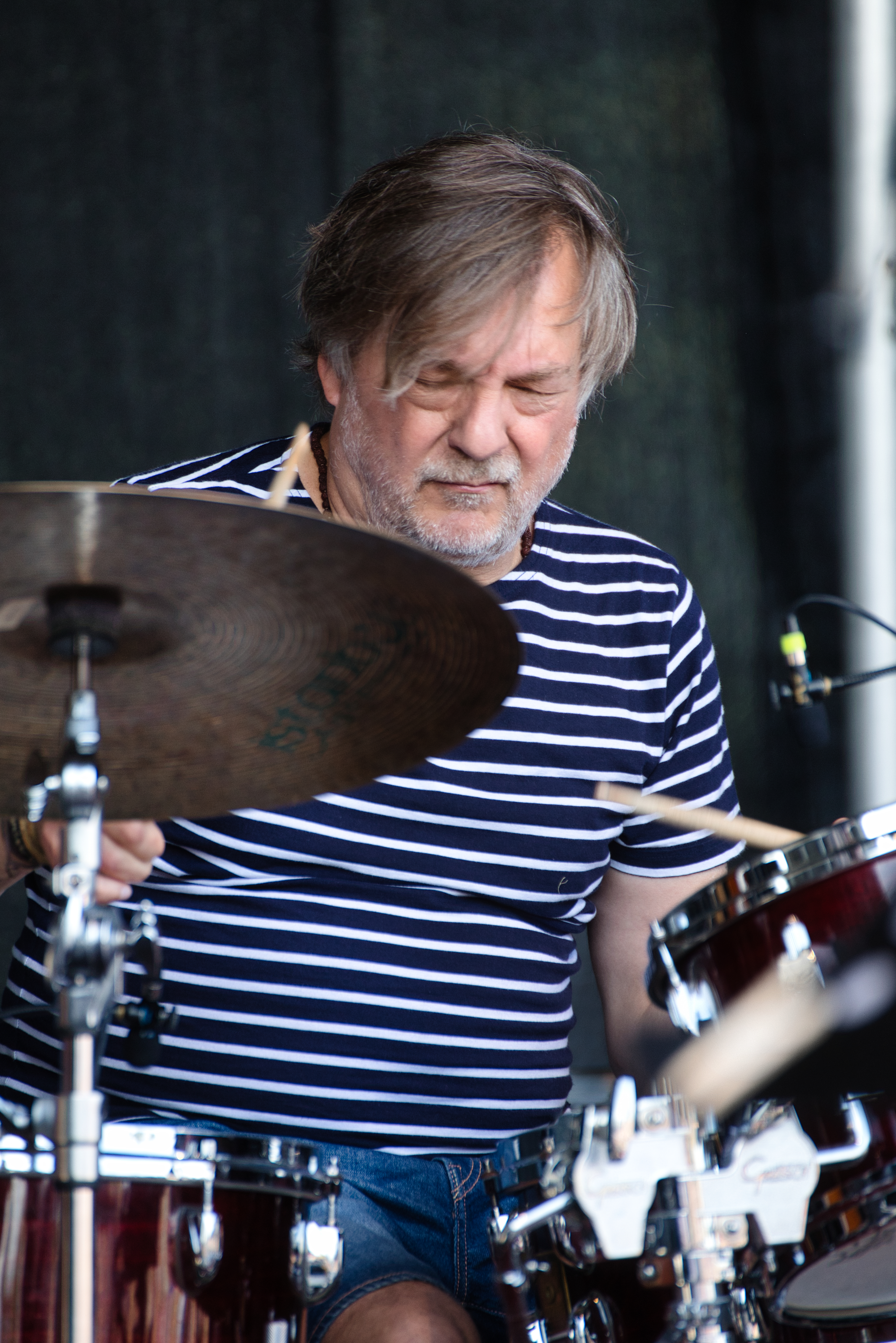
Dré Pallemaerts auf dem INNtöne Jazzfestival 2024

Dré Pallemaerts (* 14. Juli 1964 in Antwerpen) ist ein belgischer Jazz-Schlagzeuger.

## Leben und Wirken
Pallemaerts begann mit 15 Jahren Schlagzeug zu spielen und neigte zum Jazz, als er in einer Bigband spielte. Er studierte am Koninklijk Conservatorium in Antwerpen und 1984 in den USA bei Jeff Hamilton. Seit 1985 ist er ein gefragter Sideman in der belgischen Jazzszene, wo er u. a. mit Jacques Pelzer, Steve Houben, Bert Joris, Michel Herr und Charles Loos spielte. Außerdem war er Sideman u. a. von Toots Thielemans, Art Farmer, Archie Shepp, Norma Winstone, Junior Cook, Mal Waldron und John Scofield. Mit dem Bassisten Hein van de Geyn spielte er in verschiedenen Rhythmusgruppen, u. a. im Trio mit dem niederländischen Pianisten Jack van Poll (mit dem er z. B. Dee Dee Bridgewater und Etta Cameron begleitete) oder mit Michel Herr (mit dem er u. a. Wolfgang Engstfeld, John Ruocco und Slide Hampton begleitete). Er tourte u. a. mit der Sängerin Dee Daniels, mit Joe Lovano (mit Bert Joris, van de Geyn und Michel Herr) und den Gitarristen Philip Catherine (wieder mit van de Geyn) und Serge Lazarevitch. Er war u. a. Mitglied des Bob Brookmeyer Quartetts, des Quartetts von Toon Roos, dem „European Quintett“ von Michel Herr, des Brussels Jazz Orchestra, des Quartetts von Kurt Van Herck und desjenigen von Andy Scherrer sowie des Internationalen Quartetts von Robin Verheyen, des Trios von Frank Vaganée und desjenigen von Kris Defoort. Pallemaerts gründete das Trio „Mother“ mit dem Saxophonisten Erwin Vann (in dessen Trio er vorher spielte) und dem Bassisten Otti Van der Werf, zu dem die Sängerin Anne Van der Plassche stieß. Seit 2012 gehört er zu der Begleitband von Melanie De Biasio.
Pallemaerts lehrte u. a. am Jazzstudio in Antwerpen, an der Lemmens School in Löwen, am Konservatorium von Rotterdam und an der Swiss Jazz School in Bern. Am Conservatoire National Supérieur de Musique von Paris ist er Dozent. Er hat ein eigenes Aufnahmestudio, in dem er auch als Toningenieur arbeitet.

## Preise und Auszeichnungen
2008 wurde ihm der belgische Django d’Or in der Kategorie „Etablierter Musiker“ verliehen.